# Nihîn, Camenița
Nihîn (în ucraineană Нігин) este o comună în raionul Camenița, regiunea Hmelnîțkîi, Ucraina, formată numai din satul de reședință.

## Demografie
Componența lingvistică a comunei Nihîn
     Ucraineană (98,38%)
     Rusă (1,49%)
     Alte limbi (0,09%)
Conform recensământului din 2001, majoritatea populației comunei Nihîn era vorbitoare de ucraineană (98,38%), existând în minoritate și vorbitori de rusă (1,49%).